# Hyparcha hexagonalis
Hyparcha hexagonalis är en stekelart som beskrevs av Henry Keith Townes, Jr. 1970. Hyparcha hexagonalis ingår i släktet Hyparcha och familjen brokparasitsteklar. Inga underarter finns listade i Catalogue of Life.